# Road America 500
Le Road America 500 (épreuve officiellement dénommée le Continental Tire Road Race Showcase) est une course d'endurance de voitures de sport qui se tient depuis 1950 à Elkhart Lake au Wisconsin. Cette compétition a commencé en 1950 sur un circuit routier à Elkhart Lake et a été intégré au Championnat National Sports Car Club SCCA en 1951. À la suite de la mort d'un spectateur en 1952 aux 6 Heures de Watkins Glen, les courses sur circuit routier ont été découragées, et les Road America 500 ne se sont pas déroulé jusqu'en 1955, lorsqu'un circuit a été ouvert, le circuit de Road America. En 1963, la course fut intégrée au nouveau United States Road Racing Championship et se déroulera jusqu'à la disparition de ce championnat en 1968. Après 11 ans d'absence, l'IMSA GT Championnat a relancé la course en 1979. En 1988, l'IMSA a raccourci la course à 500 kilomètres (310,685596 mi), et de nouveau en 1991 à 300 kilomètres (186,4113576 mi). Le format de la course a de nouveau été changé en 1992 pour passer à 2 heures. Après un retour à 500 km de distance, la course a été annulée en 1994. Elle a été relancée à nouveau en 2000, par le Rolex Sports Car Series avec une distance de 500 miles. La course a été ensuite intégré l'American Le Mans Series à partir de 2002 jusqu'en 2013 avec distances de course variables allant de 2 heures à 45 minutes ou 4 heures. En 2014, à la suite de la fusion entre l'American Le Mans Series et le Rolex Sports Car Series, la course intégra l'United SportsCar Championship après la fusion de l'American Le Mans Series.

## Palmarès

### Circuit routier d'Elkhart Lake
| Année                                         | Pilotes(s)       | Équipe            | Voiture                  | Distance/Durée           | Nom de la course       |                  |
| Hors-championnat                              | Hors-championnat | Hors-championnat  | Hors-championnat         | Hors-championnat         | Hors-championnat       | Hors-championnat |
| --------------------------------------------- | ---------------- | ----------------- | ------------------------ | ------------------------ | ---------------------- | ---------------- |
| 1950                                          | Jim Kimberly     | Jim Kimberly      | Ferrari 166 MM           | 100 milles (160,9344 km) | Elkhart Lake Road Race |                  |
| SCCA National Championnat de Sport Automobile |                  |                   |                          |                          |                        |                  |
| 1951                                          | John Fitch       | Briggs Cunningham | Cunningham C2-R          | 200 milles (321,8688 km) | Elkhart Lake Road Race |                  |
| 1952                                          | John Fitch       | Briggs Cunningham | Cunningham C4-R-Chrysler | 200 miles (320 km)       | Elkhart Lake Coupe     |                  |

### Road America
| Date                                    | Pilote(s)                               | Équipe                                      | Voiture                               | Distance/Durée                        | Nom de la course                                               |                                       |
| SCCA National Sports Car Championship   | SCCA National Sports Car Championship   | SCCA National Sports Car Championship       | SCCA National Sports Car Championship | SCCA National Sports Car Championship | SCCA National Sports Car Championship                          | SCCA National Sports Car Championship |
| --------------------------------------- | --------------------------------------- | ------------------------------------------- | ------------------------------------- | ------------------------------------- | -------------------------------------------------------------- | ------------------------------------- |
| 1955                                    | Phil Hill                               | George E. Tilp                              | Ferrari 750 Monza                     | 150 milles (241,4016 km)              | Elkhart Lake's Road America Road Race                          |                                       |
| 1956                                    | John Kilborn Howard Hively              | John Kilborn                                | Ferrari 375 MM                        | 6 heures                              | Road America 6 Hours                                           |                                       |
| 1957                                    | Phil Hill                               | Gene Greenspun                              | Ferrari 315 Sport                     | 500 milles (804,672 km)               | Road America 500                                               |                                       |
| 1958                                    | Gaston Andrey Lance Reventlow           | North American Racing Team                  | Ferrari 335 Sport                     | 500 milles (804,672 km)               | Road America 500                                               |                                       |
| 1959                                    | Ed Crawford Walt Hansgen                | Briggs Cunningham                           | Lister - Jaguar                       | 500 milles (804,672 km)               | Road America 500                                               |                                       |
| 1960                                    | Dave Causey Luke Stear                  | Dave Causey                                 | Maserati Tipo 61                      | 500 milles (804,672 km)               | Road America 500                                               |                                       |
| 1961                                    | Walt Hansgen Augie Pabst                | Briggs Cunningham                           | Maserati Tipo 63                      | 500 milles (804,672 km)               | Road America 500                                               |                                       |
| 1962                                    | Jim Hall Hap Sharp                      | Jim Hall                                    | Chaparral 1-Chevrolet                 | 500 milles (804,672 km)               | Road America 500                                               |                                       |
| United States Road Racing Championship  |                                         |                                             |                                       |                                       |                                                                |                                       |
| 1963                                    | Augie Pabst Bill Wuesthoff              | Porsche Car Import/Oliver Schmidt           | Elva Mk.7-Porsche                     | 500 milles (804,672 km)               | Road America 500                                               |                                       |
| 1964                                    | Walt Hansgen Augie Pabst                | John Mecom, Jr.                             | Ferrari 250 LM                        | 500 milles (804,672 km)               | Road America 500                                               |                                       |
| 1965                                    | Jim Hall Hap Sharp Ronnie Hissom        | Jim Hall                                    | Chaparral 2A-Chevrolet                | 500 milles (804,672 km)               | Road America 500                                               |                                       |
| 1966                                    | Chuck Parsons                           | Randy Hilton                                | McLaren Elva Mk.II-Chevrolet          | 500 milles (804,672 km)               | Road America 500                                               |                                       |
| 1967                                    | Chuck Parsons Skip Scott                | Carl Haas                                   | McLaren Elva Mk.III-Chevrolet         | 500 milles (804,672 km)               | Road America 500                                               |                                       |
| 1968                                    | Chuck Parsons Skip Scott                | Carl Haas                                   | Lola T70 Mk.3-Chevrolet               | 500 milles (804,672 km)               | Road America 500                                               |                                       |
| 1969-1978: Non tenue                    |                                         |                                             |                                       |                                       |                                                                |                                       |
| IMSA GT Championship                    |                                         |                                             |                                       |                                       |                                                                |                                       |
| 1979                                    | David Hobbs Derek Bell                  | McLaren North America                       | BMW 320i Turbo                        | 500 milles (804,672 km)               | Pabst 500                                                      |                                       |
| 1980                                    | John Paul Jr. John Paul Sr.             | JLP Racing                                  | Porsche 935 JLP-2                     | 500 milles (804,672 km)               | Pabst 500                                                      |                                       |
| 1981                                    | Rolf Stommelen Harald Grohs             | Andial Meister Racing                       | Porsche 935 K3                        | 500 milles (804,672 km)               | Pabst 500                                                      |                                       |
| 1982                                    | John Fitzpatrick David Hobbs            | John Fitzpatrick Racing                     | Porsche 935 K4                        | 500 milles (804,672 km)               | Pabst 500                                                      |                                       |
| 1983                                    | Klaus Ludwig Tim Coconis                | Zakspeed                                    | Ford Mustang GTP                      | 500 milles (804,672 km)               | Pabst 500                                                      |                                       |
| 1984                                    | Al Holbert Derek Bell                   | Holbert Racing                              | Porsche 962                           | 500 milles (804,672 km)               | Budweiser 500                                                  |                                       |
| 1985                                    | Drake Olson (en) Bobby Rahal            | Dyson Racing                                | Porsche 962                           | 500 milles (804,672 km)               | Löwenbräu Classic                                              |                                       |
| 1986                                    | Al Holbert Al Unser Jr.                 | Holbert Racing                              | Porsche 962                           | 500 milles (804,672 km)               | Löwenbräu Classic                                              |                                       |
| 1987                                    | Price Cobb Johnny Dumfries              | Dyson Racing                                | Porsche 962                           | 500 milles (804,672 km)               | Löwenbräu Classic                                              |                                       |
| 1988                                    | Geoff Brabham John Morton               | Electramotive Engineering                   | Nissan GTP ZX-T (en)                  | 500 km (310,685596 mi)                | Miller High Life 500                                           |                                       |
| 1989                                    | Geoff Brabham Chip Robinson             | Electramotive Engineering                   | Nissan GTP ZX-T (en)                  | 500 km (310,685596 mi)                | Miller High Life 500                                           |                                       |
| 1990                                    | Geoff Brabham                           | Nissan Performance                          | Nissan NPT-90 (en)                    | 250 km (155,342798 mi)[A]             | Chicago Tribune presents the Nissan Grand Prix of Road America |                                       |
| 1991                                    | Davy Jones                              | Bud Light Jaguar Racing                     | Jaguar XJR-16                         | 300 km (186,4113576 mi)[B]            | Nissan Grand Prix of Road America                              |                                       |
| 1992                                    | Juan-Manuel Fangio II                   | All American Racers                         | Eagle Mk III (en) Toyota              | 2 heures                              | Nissan Grand Prix of Road America                              |                                       |
| 1993                                    | John Winter Manuel Reuter               | Joest Porsche Racing                        | Porsche 962C                          | 500 km (310,685596 mi)                | Piggly Wiggly Grand Prix 500 Kilometers                        |                                       |
| 1994-1999 Non tenue                     |                                         |                                             |                                       |                                       |                                                                |                                       |
| Grand American Road Racing Championship |                                         |                                             |                                       |                                       |                                                                |                                       |
| 2000                                    | Didier Theys Fredy Lienhard Mauro Baldi | Doran Lista Racing                          | Ferrari 333 SP-Judd                   | 500 milles (804,672 km)               | Sargento Road America 500                                      |                                       |
| 2001                                    | Didier Theys Fredy Lienhard Mauro Baldi | Lista Doran Racing                          | Ferrari 333 SP-Judd                   | 500 milles (804,672 km)               | Sargento Road America 500                                      |                                       |
| American Le Mans Series                 |                                         |                                             |                                       |                                       |                                                                |                                       |
| 2002                                    | Tom Kristensen Rinaldo Capello          | Audi Sport North America                    | Audi R8                               | 4 heures, 15 minutes                  | Road America 500 presented by the Chicago Tribune              |                                       |
| 2003                                    | Johnny Herbert JJ Lehto                 | ADT Champion Racing                         | Audi R8                               | 2 heures, 45 minutes                  | Road America 500 presented by the Chicago Tribune              |                                       |
| 2004                                    | JJ Lehto Marco Werner                   | ADT Champion Racing                         | Audi R8                               | 2 heures, 45 minutes                  | Road America 500 presented by the Chicago Tribune              |                                       |
| 2005                                    | Frank Biela Emanuele Pirro              | ADT Champion Racing                         | Audi R8                               | 2 heures, 45 minutes                  | Generac 500                                                    |                                       |
| 2006                                    | Frank Biela Emanuele Pirro              | Audi Sport North America                    | Audi R10 TDI                          | 2 heures, 45 minutes                  | Generac 500                                                    |                                       |
| 2007                                    | Romain Dumas Timo Bernhard              | Penske Racing                               | Porsche RS Spyder                     | 4 heures                              | Generac 500                                                    |                                       |
| 2008                                    | Lucas Luhr Marco Werner                 | Audi Sport North America                    | Audi R10 TDI                          | 4 heures                              | Generac 500                                                    |                                       |
| 2009                                    | Scott Sharp David Brabham               | Patrón Highcroft Racing                     | Acura ARX-02                          | 2 heures, 45 minutes                  | Time Warner Câble Road Race Showcase                           |                                       |
| 2010                                    | Paul Drayson Jonny Cocker               | Drayson Racing                              | Lola B09/60                           | 2 heures, 45 minutes                  | American Le Mans Series powered by eStar                       |                                       |
| 2011                                    | Klaus Graf Lucas Luhr                   | Muscle Milk Pickett Aston MartinRacing (en) | Lola B09/60-Aston Martin              | 4 heures                              | Time Warner Câble Road Race Showcase                           |                                       |
| 2012                                    | Chris Dyson Guy Smith                   | Dyson Racing                                | Lola B12/60 Mazda MZR-R               | 4 heures                              | Road America Road Race Showcase                                |                                       |
| 2013                                    | Klaus Graf Lucas Luhr                   | Muscle Milk Pickett Racing (en)             | HPD ARX-03 Honda                      | 2 heures, 45 minutes                  | Orion Energy Systems 245                                       |                                       |
| United SportsCar Championship           |                                         |                                             |                                       |                                       |                                                                |                                       |
| 2014                                    | João Barbosa Christian Fittipaldi       | Action Express Racing                       | Coyote Corvette DP Chevrolet          | 2 heures, 45 minutes                  | Continental Tire Road Race Showcase                            |                                       |
| 2015                                    | Dane Cameron Eric Curran                | Action Express Racing                       | Coyote Corvette DP Chevrolet          | 2 heures, 40 minutes                  | Continental Tire Road Race Showcase                            |                                       |
| 2016                                    | Dane Cameron Eric Curran                | Action Express Racing                       | Coyote Corvette DP Chevrolet          | 2 heures, 40 minutes                  | Continental Tire Road Race Showcase                            |                                       |
| 2017                                    | Pipo Derani Johannes van Overbeek       | Tequila Patrón ESM                          | Nissan Onroak DPi                     | 2 heures, 40 minutes                  | Continental Tire Road Race Showcase                            |                                       |
| 2018                                    | Jon Bennett (en) Colin Braun            | CORE Autosport                              | Oreca 07                              | 2 heures, 40 minutes                  | Continental Tire Road Race Showcase                            |                                       |
| 2019                                    | Jonathan Bomarito Harry Tincknell       | Mazda Team Joest                            | Mazda RT24-P                          | 2 heures, 40 minutes                  | Continental Tire Road Race Showcase                            |                                       |
| 2020                                    | Hélio Castroneves Ricky Taylor          | Acura Team Penske                           | Acura ARX-05                          | 2 heures, 40 minutes                  | Road Race Showcase at Road America                             |                                       |
| 2021                                    | Pipo Derani Felipe Nasr                 | Whelen Engineering Racing                   | Cadillac DPi-V.R                      | 2 heures, 40 minutes                  | 2021 IMSA Sportscar Weekend                                    |                                       |
| 2022                                    | Filipe Albuquerque Ricky Taylor         | Konica Minolta Acura                        | Acura ARX-05                          | 2 heures, 40 minutes                  | IMSA Fastlane SportsCar Weekend                                |                                       |
| 2023                                    | Matt Campbell Felipe Nasr               | Porsche Team Penske                         | Porsche 963                           | 2 heures, 40 minutes                  | IMSA Fastlane SportsCar Weekend                                |                                       |

- Prévue pour deux manches de 250 kilomètres, la première manche a été annulée en raison de fortes pluies[1],[2].
- Une course de 300 kilomètres de GTP/Light et une course de 200 kilomètres GTO/CGU/AAC ont eu lieu, soit un total de 500 kilomètres.